# Chậm khác biệt
Chậm khác biệt hoặc sự trì hoãn là một khái niệm trong quản lý chuỗi cung ứng trong đó quy trình sản xuất bắt đầu bằng cách tạo ra một sản phẩm chung hoặc gia đình mà sau đó được phân biệt thành một sản phẩm cuối cụ thể. Đây là một phương pháp được sử dụng rộng rãi, đặc biệt là trong các ngành có độ không chắc chắn về nhu cầu cao và có thể được sử dụng hiệu quả để giải quyết nhu cầu cuối cùng ngay cả khi dự báo không thể được cải thiện.
Một ví dụ sẽ là Benetton và áo len dệt kim của họ ban đầu toàn màu trắng, và sau đó được nhuộm thành các màu khác nhau chỉ khi biết đến nhu cầu / sở thích màu sắc của mùa / khách hàng. Thông thường cần phải thiết kế lại sản phẩm đặc biệt cho sự khác biệt chậm trễ và sắp xếp lại để sửa đổi thứ tự các bước sản xuất sản xuất.